# Fudbalski Klub Sutjeska Nikšić
Il Fudbalski Klub Sutjeska Nikšić, meglio noto come Sutjeska Nikšić ma anche conosciuto come FK Sutjeska, è una società calcistica montenegrina con sede nella città di Nikšić. Milita nella massima divisione del campionato montenegrino di calcio.Lo sponsor del club è Merdian.
Ha vinto 5 campionati montenegrini.

## Storia
Fondato nel 1927, dal 2006 gioca nella prima divisione del campionato di calcio del proprio paese che è posto sotto l'egida della Federazione calcistica del Montenegro. Nel 2007 la disputato la finale, persa contro il Rudar Pljevlja, della prima edizione della Coppa del Montenegro.
Ha vinto 5 campionati montenegrini. Nell'edizione 2019-2020 della UEFA Champions League ha eliminato al primo turno i campioni slovacchi dello Slovan Bratislava, ottenendo una qualificazione storica, dato che mai una squadra del Montenegro aveva superato un turno di UEFA Champions League. 

## Stadio
Lo stadio municipale di Nikšić, che ospita le partite interne della squadra, ha una capacità di 10 800 spettatori.

## Giocatori
Durante il periodo al Sutjeska Nikšić, Ranko Zirojević giocò nell'Under-20 jugoslava. Željko Bajčeta giocò per quasi un decennio nel Sutjeska Nikšić realizzando più di 40 marcature.

## Organico

### Rosa 2022-2023
Aggiornata al 7 agosto 2022..
| N. |                       | Ruolo | Calciatore        |
| -- | --------------------- | ----- | ----------------- |
| 1  | Montenegro (bandiera) | P     | Vladan Giljen     |
| 3  | Montenegro (bandiera) | D     | Dragan Grivić     |
| 5  | Montenegro (bandiera) | A     | Milutin Osmajić   |
| 6  | Montenegro (bandiera) | D     | Nemanja Nedić     |
| 7  | Libia (bandiera)      | A     | Zakaria Alharaish |
| 8  | Montenegro (bandiera) | A     | Žarko Grbović     |
| 10 | Montenegro (bandiera) | C     | Marko Ćetković    |
| 16 | Montenegro (bandiera) | D     | Darko Bulatović   |
| 17 | Montenegro (bandiera) | C     | Luka Merdović     |
| 19 | Montenegro (bandiera) | A     | Bojan Božović     |
| 21 | Montenegro (bandiera) | C     | Vladan Bubanja    |
| 22 | Montenegro (bandiera) | A     | Aleksa Marušić    |

| N. |                       | Ruolo | Calciatore         |
| -- | --------------------- | ----- | ------------------ |
| 23 | Montenegro (bandiera) | P     | Darko Mićanović    |
| 24 | Montenegro (bandiera) | C     | Novica Erakovic    |
| 27 | Montenegro (bandiera) | D     | Anto Babić         |
| 28 | Serbia (bandiera)     | C     | Stefan Stefanović  |
| 29 | Montenegro (bandiera) | D     | Miloš Vučić        |
| 30 | Montenegro (bandiera) | D     | Marko Vučić        |
| 31 | Montenegro (bandiera) | P     | Suad Ličina        |
| 32 | Montenegro (bandiera) | A     | Šaleta Kordić      |
| 50 | Montenegro (bandiera) | A     | Božo Marković      |
| 58 | Montenegro (bandiera) | D     | Stefan Cicmil      |
|    | Montenegro (bandiera) | C     | Branislav Janković |

## Palmarès

### Competizioni nazionali
- 2. Savezna liga: 5

1963-1964 (girone est), 1965-1966 (girone est), 1969-1970 (girone sud), 1970-1971 (girone sud), 1983-1984 (girone est)
- Crnogorska republička liga: 4

1946-1947, 1949, 1954-1955, 1976-1977
- Campionato montenegrino: 5

2012-2013, 2013-2014, 2017-2018, 2018-2019, 2021-2022
- Coppa del Montenegro: 2

2016-2017, 2022-2023

### Competizioni giovanili
- Juniorsko prvenstvo Jugoslavije u nogometu: 1

1975-1976
- Omladinski kup Jugoslavije u nogometu: 1

1980-1981

### Altri piazzamenti
- Kup Maršala Tita:

Semifinalista: 1962-1963
- 2. Savezna liga:

Secondo posto: 1968-1969 (girone sud), 1974-1975 (girone est), 1982-1983 (girone est)
Terzo posto: 1959-1960 (girone est), 1989-1990
- Campionato montenegrino:

Secondo posto: 2014-2015, 2019-2020, 2020-2021
Terzo posto: 2008-2009, 2024-2025
- Coppa del Montenegro:

Finalista: 2006-2007
Semifinalista: 2014-2015, 2018-2019, 2019-2020, 2021-2022
- Druga liga SR Jugoslavije:

Secondo posto: 1998-1999 (girone ovest)

## Statistiche e record

### Statistiche nelle competizioni UEFA
Tabella aggiornata alla stagione 2024-2025.
| Competizione                  | Partecipazioni | G  | V | N | P | RF | RS |
| ----------------------------- | -------------- | -- | - | - | - | -- | -- |
| UEFA Champions League         | 5              | 12 | 0 | 3 | 9 | 3  | 23 |
| Coppa UEFA/UEFA Europa League | 5              | 11 | 1 | 3 | 7 | 8  | 16 |
| UEFA Conference League        | 3              | 10 | 3 | 4 | 3 | 7  | 9  |
| Coppa Intertoto               | 1              | 4  | 1 | 2 | 1 | 4  | 2  |